# Почти истинско семейство
„Почти истинско семейство“ (на английски: Instant Family) е комедия от 2018 г. за родители, които осиновяват три деца. Участват Марк Уолбърг, Роуз Бърн и Изабела Монер. Режисьора е Шон Андерс, който заедно с Джон Морис е сценарист.
Филмът дебютира в САЩ на 16 ноември 2018 г., а в България на 1 март 2019 г.

## Актьорски състав
- Марк Уолбърг в ролята на Пит Вагнер.
- Роуз Бърн в ролята на Елинор „Ели“ Вагнер.
- Изабела Монер в ролята на Лизи Виара.
- Густаво Ескобар в ролята на Хуан Виара.
- Октавия Спенсър в ролята на Карън, една от социалните работнички, която ръководи бъдещите родители през процеса на осиновяване.
- Тиг Нотаро в ролята на Шарън, една от социалните работнички, която ръководи бъдещите родители през процеса на осиновяване.

## Сюжет
Ели и съпругът ѝ Пит ремонтират и продават къщи. Когато откриват къща с пет спални за сестрата на Ели, тя не я харесва, а когато коментира със съпруга си, че Пит и Ели трябва да я задържат, въпреки че никога няма да имат деца, Ели се замисля дали не е време да стане родител.
С идеята, че може би приемното родителство би било добро начало, тя търси опции в интернет. Пит харесва идеята да вземат по-голямо дете, така че те посещават събитие за приемни родители, където срещат нахаканата тийнейджърка Лизи. Те веднага харесват момичето, но разбират, че тя има по-малък брат на име Хуан и по-малка сестра на име Лита, които вървят в комплект.
Първоначално Пит и Ели не са въодушевени от идеята да вземат и тримата, но бързо се оказват с къща, пълна с буйни деца.

## Продукция
На 17 ноември 2017 г. обявяват, че Роуз Бърн ще участва във филма. Изабела Монер и Марк Уолбърг участват заедно в „Трансформърс 5: Последният рицар“. Снимките на филма започват през декември 2017 г. и приключват на 14 май 2018 г.

## Отзиви от критици
Филмът има рейтинг от 81% в „Rotten Tomatoes“ от 135 ревюта. В „Metacritic“ получава 57 от 100, въз основа на 28 критици. „CinemaScore“ оценява филма с А по скалата от А+ до F.